# Morgane Vouche
Morgane Vouche (10 april 1988) is een Belgisch voormalig hockeyspeelster.

## Levensloop
Vouche begon op 5-jarige leeftijd met hockey bij Parc HC, alwaar ze op 13-jarige leeftijd (2002) debuteerde in eredivisie. Datzelfde jaar werd ze met deze club een eerste maal landskampioen en won ze de Beker van België. Ook werd ze met Parc viermaal zaalkampioen. Zeven seizoenen later maakte ze de overstap naar Royal Wellington, alwaar ze vier seizoenen actief was en in 2011 de landstitel behaalde. Vervolgens verdedigde ze 5 seizoenen de kleuren van White Star, waarmee ze eenmaal zaalkampioen werd. Vervolgens ging ze aan de slag bij Waterloo Ducks. Met deze club werd ze in 2018 landskampioen, alsook behaalde ze er drie zaaltitels. Na drie seizoenen sloot ze bij deze club haar spelerscarrière af.
Daarnaast was ze actief bij het Belgisch hockeyteam van 2007 tot 2012. Met de Red Panthers nam ze onder meer deel aan het Europees kampioenschap van 2011. In totaal verzamelde ze circa 120 caps.